# 伊万·卢佩斯库
伊万·卢佩斯库（羅馬尼亞語：Ioan Lupescu，1968年12月9日—），罗马尼亚男子足球运动员，司职中场。他曾代表罗马尼亚国家队参加1990年和1994年国际足联世界杯，其中1990年世界杯止步十六强，1994年世界杯止步八强。